# Сессюэль
Сессюэль (фр. Seyssuel) — коммуна во Франции, находится в регионе Рона — Альпы. Департамент коммуны — Изер. Входит в состав кантона Вьен-1. Округ коммуны — Вьенн.
Код INSEE коммуны — 38487. Население коммуны на 2012 год составляло 2013 человек. Населённый пункт находится на высоте от 141 до 357 метров над уровнем моря. Муниципалитет расположен на расстоянии около 420 км юго-восточнее Парижа, 23 км южнее Лиона, 85 км северо-западнее Гренобля. Мэр коммуны — M. Frédéric Belmonte, мандат действует на протяжении 2014—2020 гг.
Динамика населения (INSEE):